# FS ALe 883
Les FS ALe.883 sont une série d'automotrices légères électriques (ALe) des chemins de fer italiens FS construites entre 1942 et 1946. Descendantes des rames ALe.790/880 dont elles conservent la fameuse tête de vipère, ces automotrices roulant généralement en compositions fixes (treni bloccati) sont esthétiquement et mécaniquement apparentées aux fameuses rames à grande vitesse ETR 200 mais avec un intérieur plus dense et moins luxueux en raison de leur utilisation pour des trains régionaux.
Comme de coutume, tous les matériels roulants des FS sont conçus par le bureau d'études des FS (Ufficio Studi Locomotive - Servizio FS Materiale e Trazione) qui les a fait construire par les sociétés italiennes Fiat-Marelli et Breda C.F., après un appel d'offres.

## Histoire
Le succès des rames électriques ETR 200, premières rames à grande vitesse au monde avec un Cx de 0,32, a conduit les FS à étendre le concept à des relations moins rapides et à mettre au point davantage d'éléments automoteurs électriques ALe et thermiques ALn pour assurer le transport de voyageurs sur les lignes interrégionales et locales, réduisant ainsi le coût par rapport aux trains traditionnels et aussi les temps de trajet.
La première série de ces nouvelles automotrices électriques, commandées en 1934 et sorties d'usine en 1936 en même temps que les ETR 200, fut immatriculée FS ALe.79.20xx et ALe.88.20xx selon la classification FS, les deux premiers chiffres reflétant le nombre de places assises, 79 et 88 places. Ces rames (futures ALe.792 et 882) sont mono-caisses mais les ALe.88 ne mettant à disposition des places de troisième classe, un couplage était nécessaire avec une ALe.79, sans intercirculation pour passer d'une rame à l'autre en marche. L'intercirculation fait son apparition avec les ALe.790/880 lesquelles reçoivent en plus du poste de conduite fuselé en tête de vipère, une face verticale combinant un soufflet rétractable et un petit poste de conduite permettant selon les besoins de placer ce versant de la motrice au milieu d'une rame ou à l'extrémité. Plusieurs autres modèles comportant une, deux, voire aucune cabine en pointe sont également commandés dont les rames dites "vivandières" avec cuisine (séries ALe.40, 400, etc.) comportant des fauteuils de première classe. Toutes ces unités légères polyvalentes ont été surnommées "Littorina" par analogie au fameux autorail FIAT qui avait révolutionné les transports locaux dans les années 1920.
Renouant avec la disposition générale des ALe.790/880 du point de vue des cabines, les ALe.883 sont en principe conçues pour former une rame fixe (ou bloquée selon la terminologie italienne). L'élément central est dépourvu de motorisation, donnant lieu à des compositions M + R + M, et les portes battantes de toutes les ALe construites auparavant sont remplacées par des ouvertures plus larges dotées de 4 panneaux pliants à commande pneumatique.
Il est à noter qu'en dépit de leur composition fixe certains dépôts des FS ont adapté ces rames aux besoins réels de transport en ajoutant ou retirant une remorque Le.883. C'est ainsi que des photos témoignent de rames ALe.883 comprenant uniquement les deux motrices et d'autres avec deux remorques. Alors que ces rames étaient conçues en unités bloquées, la remorque est dotée de deux cabines de conduite, permettant d'en faire une voiture-pilote ; même les motrices étaient dotées d'un de ces seconds postes de conduite rudimentaires. L'aménagement intérieur ne fait pas de distinction entre la configuration de deuxième et troisième classe (première et deuxième après 1956) ; en cas de besoin, une salle de la motrice peut recevoir des revêtements de banquettes plus confortables.
La construction de ces rames ALe.883 a été confiée aux deux entreprises italiennes de constructions ferroviaires les plus importantes : Fiat Ferroviaria/Ercole Marelli et Breda C.F.. Les FS ont passé une commande de 20 rames en 1939 : 12 chez FIAT (et E. Marelli pour la partie électrique) et 8 chez Breda. L'année 1939 fut une année malheureuse pour ce type de fabrication. La Seconde Guerre mondiale commençait et il y avait d'autres priorités industrielles. La date contractuelle de livraison a été repoussée, sans véritable terme précis. Les 12 unités FIAT ont été livrées en 1942 et 1943, tandis que Breda n'a pu livrer les premières rames qu'en 1944 et les dernières en 1946, après la fin de la guerre.
Ces rames, faisant partie des automoteurs les plus longs du parc des FS de l'époque, ont été appréciées pour leur grande fiabilité se sont révélées particulièrement bien adaptées aux lignes de montagne comportant de fortes pentes et des courbes serrées grâce à leur puissance et leur rapport de transmission.

### Utilisation
Ces automotrices ont d'abord été utilisées sur le secteur de Florence vers Bologne et Arezzo. Certaines rames ne sont restées en service que très peu de temps, car elles ont été détruites lors des bombardements de 1943 et 1944. Les motrices ALe.883.018, 021, 023, 036, 040 et les remorques Le.883.011 et 014 ont été détruites par faits de guerre. Les 3 motrices ALe.883.022, 025 & 030 et 2 remorques Le.883.015 & 018 ont été réquisitionnées et ont probablement été récupérées par un autre pays après la guerre. (NDR : Selon certaines sources, elles auraient longtemps circulé un temps sous la bannière DB sans jamais figurer sur le listing du parc allemand).
Après la guerre, les rames FS ALe.883 restantes ont assuré les liaisons le long de la côte tyrrhénienne Rome-Reggio de Calabre, sur la ligne Milan-Domodossola (it) et la Ligne d'Aoste à Pré-Saint-Didier. En 1952, les FS décident d'affecter toutes les rames ALe.883 aux dépôts de Milan Centrale et Lecco. Ces rames électriques ont alors été utilisées sur presque toutes les lignes de Lombardie, atteignant même l'Émilie-Romagne, avec la liaison Milan-Salsomaggiore Terme. À partir de 1960, elles ont été utilisées pour seconder les rames électriques FS plus récentes, comme les FS ALe 540 et FS ALe.840 lesquelles étaient une évolution des ALe.883 et 790/880. Bien que prévues pour fonctionner entre-elles en compositions fixes, des rames hybrides pouvaient être assemblées sans peine (exemple avec une remorque aérodynamique Le.540 de première classe).
Au début des années 1980, les FS ALe.883 ont été regroupées sur le dépôt de Lecco et progressivement radiées. Les dernières rames FS sont restées en service jusqu'au début des années 1990 sur la ligne entre Lecco et Colico et pour le transport du personnel des FS entre les gares de Milan Smistamento (it) et Milan Greco Pirelli (it). Après leur radiation par les FS, plusieurs rames ont été louées aux Ferrovie Nord Milano pour assurer le service sur le tronçon Novare-Vanzaghello, jusqu'au 27 juillet 1995, resté isolé du reste du réseau en raison des travaux de construction de la nouvelle gare FNM de Busto Arsizio (it), et à la société SATTI de Turin pour la ligne Turin-Ceres, jusqu'en 1994.

### Caractéristiques techniques
Les caisses des rames ALe.883 sont similaires esthétiquement et dimensionnellement à celles des rames ETR 200 à grande vitesse. Elle sont dotées de bogies B910, bogies traditionnels des FS de l'époque. Chaque unité est équipée de 4 moteurs 62 R-100 développant 190 kW de puissance, soit 760 kW au total par motrice, 1520 kW par rame.
La caisse repose sur 2 bogies à 2 étages de suspension, le primaire (entre roues et bogie) à ressorts cylindriques, le secondaire (entre caisse et bogie) à ressort à lames. Après guerre, la suspension entre la caisse et les bogies est assouplie.

## Les ALe.883 en Yougoslavie
Plusieurs électromotrices ALe.790/880 et ALe.883ont été cédées à la Yougoslavie, certaines abandonnées en Istrie, d'autres comme réparation de dommages de guerre.
L'ex FS ALe.790.002, transformée en ALe.880.101, a été intégrée dans le parc des chemins de fer yougoslaves "JŽ" immatriculée JŽ.880-003, puis reclassée en 1961 JŽ.381-003.
D'autres unités sont recensées dans le parc des JDŽ aux côtés d'ALe.790/880 :
- FS ALe.883.022 (FIAT/Marelli de 1942) renumérotée JŽ.310.001
- FS ALe.883.026 (Breda de 1944) renumérotée JŽ.310.002
- FS ALe.883.022 (FIAT/Marelli de 1942) renumérotée JŽ.381.001
- FS ALe.883.036 (Breda de 1945) renommée JŽ.381.002

## Unités sauvegardées
L'automotrice ALe.883.007 et la remorque Le.883.001 ont été sauvegardées et restaurées. Elles sont conservées à Crémone par la Fondation des FS de Lombardie.